# Хиршберг, Джулия
Джулия Хиршберг (англ. Julia B. Hirschberg; род. 1947) — американский информатик, специалист по компьютерной лингвистике. Дважды доктор (PhD), именной профессор Колумбийского университета, член Американского философского общества (2014) и Национальной инженерной академии США (2017).

## Биография
Получила две докторских степени (PhD) — по истории в Мичиганском университете (1976) и по информатике (компьютерным наукам) в Пенсильванском университете (1985). С 1985 по 2003 год работала в Лабораториях Белла и AT&T, основательница исследовательского отдела по человеко-компьютерному интерфейсу.
С 2002 года преподавательница Колумбийского университета, с 2012 по 2018 год заведующая его кафедрой информатики (компьютерных наук), ныне его именной профессор (Percy K. and Vida L. W. Hudson Professor) информатики (компьютерных наук).
С 1993 по 2003 год шеф-редактор Computational Linguistics (journal), в 2003—2006 годах соглавред Speech Communication, ныне член редколлегии в последнем.
Член Американской академии искусств и наук (2018).
Фелло AAAI (с 1994) и ISCA (с 2008), ACM (2015) и IEEE (2017), фелло-основатель ACL (с 2011). Почётный член Association for Laboratory Phonology (2014).
Награды и отличия
- Почётный доктор, стокгольмский Королевский технологический институт (2007)
- Columbia Engineering School Alumni Association (CESAA) Distinguished Faculty Teaching Award (2009)
- IEEE James L. Flanagan Speech and Audio Processing Award[англ.] (2011)
- ISCA Medal for Scientific Achievement (2011)
- Janette and Armen Avanessians Diversity Award (2018)